# Тиранда Шелествітер
Тиранда Шелествітер (англ. Tyrande Whisperwind) — вигадана героїня серії відеоігор зі всесвіту Warcraft видавництва Blizzard Entertainment. Вперше з'явившись у Warcraft III: Reign of Chaos в іграх, вона є обраною верховною жрицею богині Елуни та разом зі своїм чоловіком Малфуріоном Лютоштормом, лідером нічних ельфів. Тіранда також з'являється як ігровий персонаж у багатокористувацькій онлайн-грі Heroes of the Storm. Персонаж отримав здебільшого позитивну критику від геймерів і є популярним персонажем в історії Warcraft. Її озвучує Еліза Ґабріеллі.

## Розробка
В інтерв'ю з дизайнером World of Warcraft: Mists of Pandaria Дейвом Косаком, він заявив: «Говорячи конкретно про Тиранду, ми хотіли повернутися до її коріння з Warcraft III, в якій вона була дуже енергійною. Тому, коли ми хотіли показати розвиток Варіана, ми подумали, що вона буде цікавим доповненням», маючи на увазі її появу як доповнення до Варіана Рінна в сценарії «Трохи терпіння». В інтерв'ю з Крісті Ґолден, авторкою роману Warcraft «Військові злочини», вона згадала, що в книзі «багато» Тиранди, і «я можу сказати, що ми побачимо її ще багато».